# Nachschon (Kibbuz)

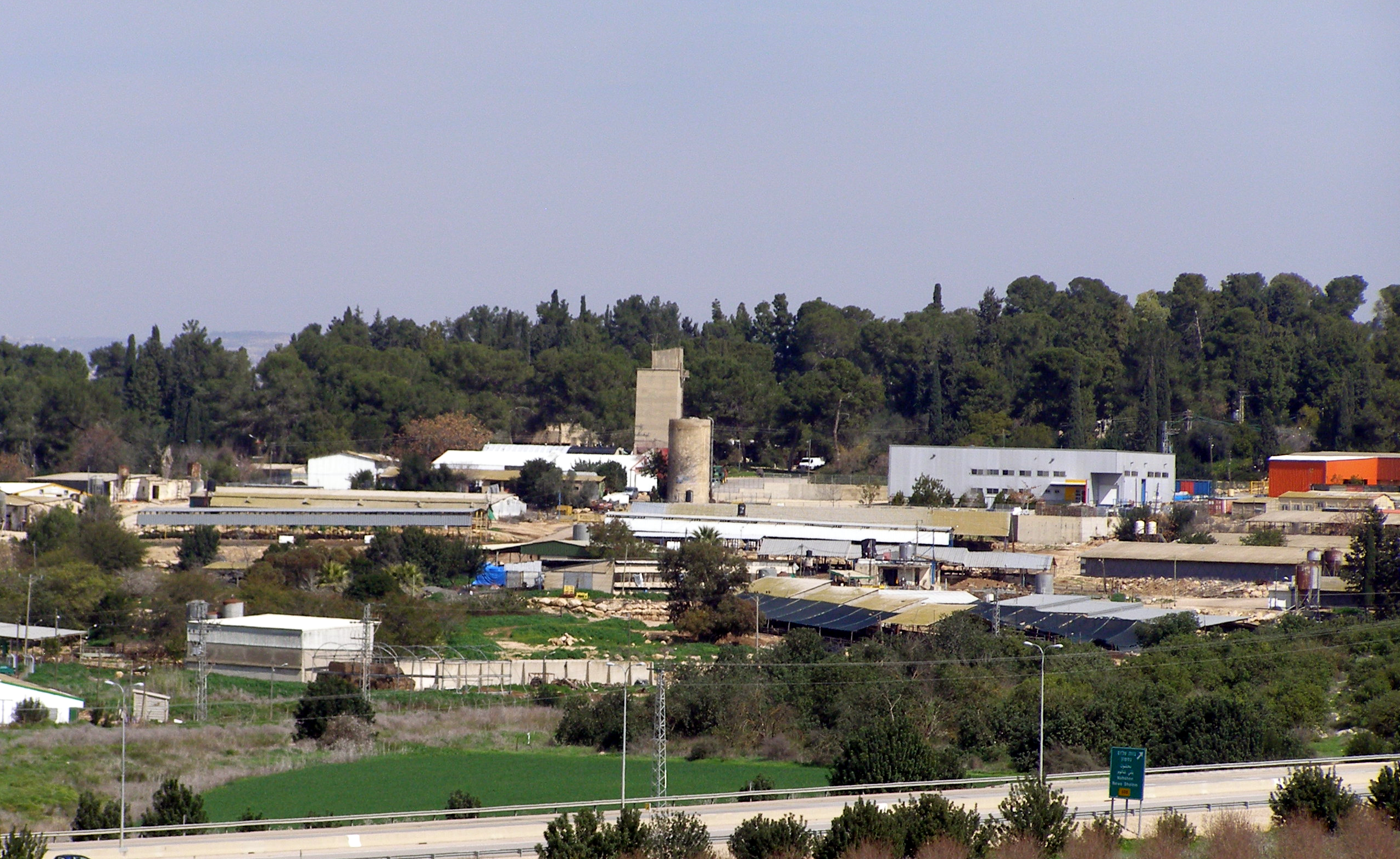
Kibbutz Nachshon (2011)

Nachschon (hebräisch נַחְשׁוֹן, das heißt „Pionier“, englisch Nahshon) ist ein 1950 von Mitgliedern der Hashomer Hatzair gegründeter Kibbuz, der sich in der Schfelah nördlich von Bet Schemesch in Israel befindet und zur Regionalverwaltung  Mateh Jehuda im  Bezirk Jerusalem gehört. Der Name des Kibbuz leitet sich ab von der Operation Nachschon. 2018 zählte der Ort 580 Einwohner.
Im Sechstagekrieg wurden in der Nähe des Kibbuz mehrere arabische Dörfer zerstört und deren Bewohner vertrieben. Im Kibbuz löste das eine heftige Diskussion darüber aus, wie mit dem ehemals arabischen Eigentum umgegangen werden solle. Die Mehrheit der Kibbuz-Bewohner sprach sich gegen dessen Aneignung aus, doch diese Entscheidung wurde aus Angst vor der öffentlichen Meinung geheim gehalten und kam erst 55 Jahre später ans Licht.